# Football aux Jeux panarabes

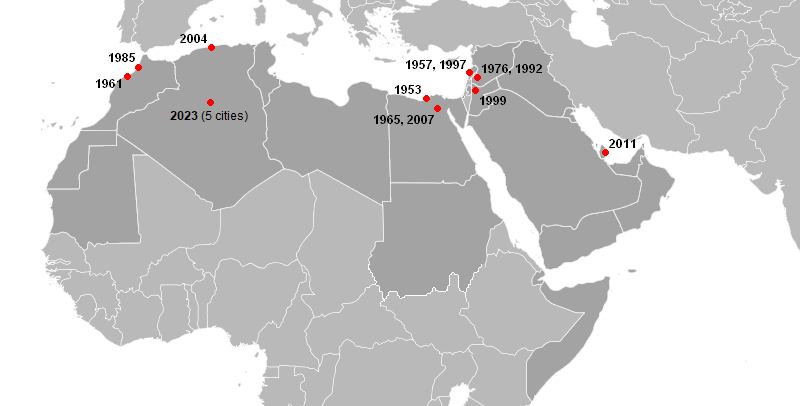
Carte des villes hôtes des jeux panarabes

Les Jeux panarabes de football opposent les  nations arabes qui se qualifient pour les Jeux panarabes. La première édition a eu lieu en 1953 à Alexandrie (Égypte) et a été remportée par l'Egypte.
Les Jeux panarabes sont organisés par l'Union des comités nationaux olympiques arabes (UANOC).

## Palmarès
| Année | Organisateur       | Vainqueur       | Finaliste       | Troisième       |
| ----- | ------------------ | --------------- | --------------- | --------------- |
| 1953  | Alexandrie         | Égypte          | Syrie           | Libye           |
| 1957  | Beyrouth           | Syrie           | Tunisie         | Liban           |
| 1961  | Casablanca         | Maroc           | Égypte          | Libye           |
| 1965  | Le Caire           | Égypte          | Soudan          | Libye           |
| 1976  | Damas              | Maroc           | Syrie           | Arabie saoudite |
| 1985  | Rabat              | Irak            | Maroc           | Algérie         |
| 1992  | Damas              | Égypte          | Arabie saoudite | Koweït          |
| 1997  | Beyrouth           | Jordanie        | Syrie           | Liban           |
| 1999  | Amman              | Jordanie        | Irak            | Liban Palestine |
| 2004  | Alger              | annulé          | annulé          | annulé          |
| 2007  | Le Caire           | Égypte          | Libye           | Arabie saoudite |
| 2011  | Doha               | Bahreïn         | Jordanie        | Koweït          |
| 2023  | Algérie (5 villes) | Arabie saoudite | Syrie           | Soudan          |

## Bilan
| Équipe          | Vainqueur | Finaliste | Troisième |
| --------------- | --------- | --------- | --------- |
| Égypte          | 4         | 1         | -         |
| Jordanie        | 2         | 1         | -         |
| Maroc           | 2         | 1         | -         |
| Syrie           | 1         | 4         | -         |
| Arabie saoudite | 1         | 1         | 2         |
| Irak            | 1         | 1         | -         |
| Bahreïn         | 1         | -         | -         |
| Libye           | -         | 1         | 3         |
| Soudan          | -         | 1         | 1         |
| Tunisie         | -         | 1         | -         |
| Liban           | -         | -         | 3         |
| Koweït          | -         | -         | 2         |
| Algérie         | -         | -         | 1         |
| Palestine       | -         | -         | 1         |